# تفجير تلعفر 2009
تفجيرات تلعفر 2009 وهي تفجيرات انتحارية أستهدفت مدينة تلعفر ذات الاغلبية التركمانية حيث فجر انتحاريات يرتديان أحزمة ناسفة نفسيهما على مجموعة من المدنيين بعد تجمع الناس في التفجير الأول فجر الانتحاري الثاني نفسه ما أدى إلى مقتل 34 شخص وإصابة 60 أخرين وكانت قد ضربت العراق مجموعة من التفجير خصوصا في العاصمة بغداد وذلك على خلفية انسحاب القوات الأمريكية من أغلب مدن العراق.